# Silja Rachimjanowna Walejewa

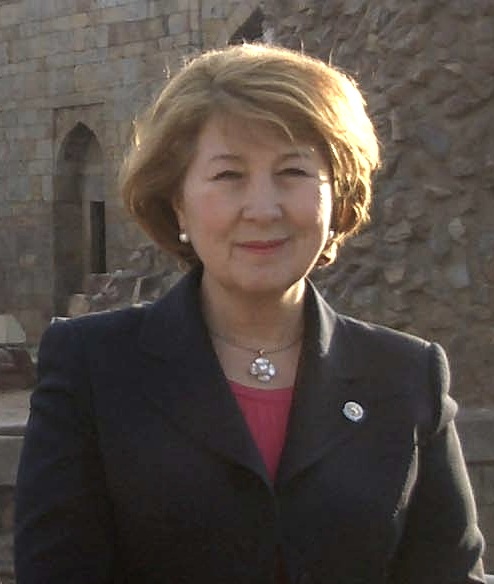
Silja Rachimjanowna Walejewa (2008)

Silja Rachimjanowna Walejewa (* 15. Oktober 1952 in Ufa, Baschkirische ASSR, RSFSR) ist eine russische Politikerin. Sie war von 2001 bis 2012 Stellvertretende Ministerpräsidentin und von 2005 bis 2011 Kulturministerin der Republik Tatarstan. Seit Mai 2012 leitet sie das staatliche Museum des Kasaner Kremls. Sie ist Vorsitzende der UNESCO-Kommission der Republik Tatarstan und Vorsitzende der „Women of Tatarstan“.

## Leben und Politik
Walejewa studierte bis 1978 Journalistik an der Lomonossow-Universität Moskau. Im Jahre 2010 wurde sie mit einer philosophischen Arbeit an der Staatlichen Universität Kasan promoviert. Von 1970 bis 1992 war sie als Journalistin tätig, zuerst für die Jugendzeitung Leninets in Ufa und zuletzt als Politikredakteurin der Kasaner Ausgabe der Zeitung Iswestija. 
Im Jahr 1992 wurde Walejewa Erste stellvertretende Vorsitzende des Obersten Sowjets der Republik Tatarstan, 1995 Stellvertretende Vorsitzende des Staatsrates und 1999 Ministerin für Presse, Rundfunk und Massenmedien der Republik. Zwei Jahre später wurde Walejewa Stellvertretende Ministerpräsidentin, ein Amt neben dem sie auch von 2005 bis 2011 Kulturministerin und Vorsitzende der UNESCO-Kommission von Tatarstan war.
Am 16. Mai 2012 trat Walejewa Stellvertretende Ministerpräsidentin zurück, um die Direktion des Kasaner Kremls zu übernehmen.
Zu ihren tatarischen und russischen Auszeichnungen gehört der Orden der Freundschaft.